# Wilgotnica drobna
Wilgotnica drobna (Hygrocybe insipida (J.E. Lange) M.M. Moser) – gatunek grzybów z rodziny wodnichowatych (Hygrophoraceae).

## Systematyka i nazewnictwo
Pozycja w klasyfikacji według Index Fungorum: Hygrocybe, Hygrophoraceae, Agaricales, Agaricomycetidae, Agaricomycetes, Agaricomycotina, Basidiomycota, Fungi.
Po raz pierwszy takson ten zdiagnozował w 1923 r. Jakob Emanuel Lange, jako odmianę zasłonaka Cortinarius reae, nadając mu nazwę Hygrocybe reae var. insipida. Obecną, uznaną przez Index Fungorum nazwę nadał mu w 1967 r. Meinhard Michael Moser.
Niektóre synonimy naukowe:
- Gliophorus insipidus (J.E. Lange) Herink 1958
- Gliophorus insipidus (J.E. Lange) Kovalenko 1988
- Hygrocybe reae var. insipida J.E. Lange 1923
- Hygrophorus insipidus (J.E. Lange) S. Lundell 1956

Nazwę polską podała Barbara Gumińska w 1997 r. W polskim piśmiennictwie mykologicznym gatunek ten opisywany był też jako wilgotnica mdła. 

## Morfologia
Kapelusz
Średnica od 1 do 4 cm, początkowo półkulisty, u dojrzałych owocników płasko wypukły. Jest higrofaniczny. W czasie suszy jego powierzchnia jest oślizgła, pomarańczowa, podczas wilgotnej pogody czerwona, szkarłatna, z typowym brzegiem chromowożółtym do pomarańczowożółtego.
Blaszki
Szeroko przyrośnięte, nieco zbiegające, dosyć rzadkie, z licznymi blaszeczkami. Początkowo są białawe, żółtawe, później chromowożółte, o lekkim pomarańczowym odcieniu, na ostrzu wyraźnie bledsze.
Trzon
Wysokość od 2 do 5 cm, średnica od 3 do 7 mm, cylindryczny, często wygięty, pusty, początkowo nieco oślizgły, później suchy. Młody – na wierzchołku czerwonawy, ku dołowi przybiera odcień pomarańczowożółty, u starszych okazów cały jest chromowożółty.
Miąższ
Żółtopomarańczowy, bez zapachu, o niewyraźnym smaku.
Wysyp zarodników
Biały, nieamyloidalny. Zarodniki eliptyczne, gładkie.

## Występowanie
W Polsce gatunek rzadki. Znajduje się na Czerwonej liście roślin i grzybów Polski. Ma status E – gatunek wymierający. Znajduje się na listach gatunków zagrożonych także w Niemczech, i Holandii.
Pojawia się od sierpnia do października na dobrze oświetlonym skraju lasów, na porośniętych mchem spasanych lub koszonych łąkach, na pastwiskach, zwłaszcza jesienią, kiedy są wystarczająco wilgotne.
Grzyb niejadalny.

## Gatunki podobne
- wilgotnica szerokoblaszkowa (Hygrocybe mucronella), która jest mniejsza i ma gorzki miąższ, oraz[4].
- wilgotnica purpurowa (Hygrocybe miniata). Ma ciemniejszy, czerwony kapelusz[4].